# Werner Schraut
Werner Schraut (* 25. April 1951 in Groß-Umstadt (Hessen); † 22. September 2018 in Groß-Umstadt) war ein deutscher Gewichtheber.

## Werdegang
Werner Schraut begann schon in früher Jugend beim AV Vorwärts Groß-Zimmern mit dem Gewichtheben. Diesem Verein hielt er während seiner ganzen Karriere die Treue. Bei einer Größe von 1,60 Metern startete er als Erwachsener immer im Leichtgewicht, der Gewichtsklasse bis 67,5 kg Körpergewicht.
1966 und 1967 wurde er jeweils deutscher Jugendmeister. Nach zwei schwächeren Jahren 1968 und 1969 wurde er 1970 deutscher Juniorenmeister im Leichtgewicht mit 330 kg im olympischen Dreikampf und erstmals auch deutscher Meister der Senioren im Federgewicht mit 320 kg. 1971 wurde er wieder deutscher Juniorenmeister im Leichtgewicht mit 350 kg im olympischen Dreikampf und belegte in dieser Gewichtsklasse bei den Senioren mit 365 kg den 4. Platz.
Bei der deutschen Meisterschaft der Senioren 1972 belegte Werner Schraut im Leichtgewicht mit 407,5 kg den 2. Platz hinter Pietro Masala vom AC Mutterstadt, der auf die gleiche Leistung kam, aber etwas leichter war als er. Er wurde dann auch bei den Olympischen Spielen 1972 in München im Leichtgewicht eingesetzt und erzielte dort 402,5 kg (127,5-125-150). Mit dieser Leistung kam er auf den 12. Platz.
1973 bestritt er keine Wettkämpfe, kam aber 1974 in das Wettkampfgeschehen zurück. Er wurde deutscher Meister im Leichtgewicht mit 280 kg im Zweikampf und ließ damit Ewald Spitz aus Mannheim mit 265 kg und Karl-Heinz Radschinsky aus Neumarkt mit 255 kg klar hinter sich. Diesen Titel holte er sich auch 1975 und erzielte dabei im Zweikampf 282,5 kg. Bei der Welt- und Europameisterschaft 1975 in Moskau erreichte er wieder 282,5 kg und belegte damit in der Weltmeisterschaftswertung den 12. und in der Europameisterschaftswertung den 9. Platz.
1976 wurde Werner Schraut zum vierten Mal deutscher Meister. Dabei steigerte er sich im Leichtgewicht im Zweikampf auf 290 kg (132,5-157,5), womit er vor Karl-Heinz Radschinsky blieb, der 275 kg (122,5-152,5) erzielte. Bei der Europameisterschaft dieses Jahres in Berlin (Ost) gelang ihm eine Steigerung auf 295 kg (127,5-167,5), womit er den 4. Platz belegte. Nur Zbigniew Kaczmarek, Polen, 305 kg, Jan Lostowski, Polen, 302,5 kg und Sergei Pewzner, UdSSR, 297,5 kg, platzierten sich vor ihm. In Montreal nahm er dann zum zweiten Mal an Olympischen Spielen teil. Er erzielte dort 290 kg (127,5-162,5) im Zweikampf und erreichte damit den 7. Platz. Von den Leistungen des Olympiasiegers Petro Korol, UdSSR, 305 kg und des Silbermedaillengewinners Daniel Senet, Frankreich, 300 kg, war er damit gar nicht weit entfernt.
Bei der Welt- und Europameisterschaft 1977 in Stuttgart erzielte Werner Schraut 292,5 kg (132,5-160) und belegte damit in der Weltmeisterschaftswertung hinter Roberto Urrutia, Kuba, 315 kg (142,5-172,5), Sergei Pewzner, 302,5 kg (130-172,5) und Zbigniew Kaczmarek, 297,5 kg (127,5-170) den 4. Platz und gewann in der Europameisterschaftswertung die Bronzemedaille. Im Reißen gewann er mit den von ihm erzielten 132,5 kg eine EM-Silber- und eine WM-Bronzemedaille.
1979 erschien Werner Schraut bestens vorbereitet zur deutschen Meisterschaft und gewann dort mit 295 kg (130-165) erneut den deutschen Meistertitel. Bei der sich anschließenden Europameisterschaft in Havířov erzielte er im Reißen 130 kg, verfehlte aber im Stoßen dreimal seine Anfangslast und blieb damit in der Zweikampfwertung unplatziert. Nach diesem Misserfolg trat Werner Schraut von der internationalen Gewichtheberbühne ab, er startete aber noch einige Jahre für seinen Verein, den AV „Vorwärts“ 05 Groß-Zimmern e.V., in der 2. deutschen Bundesliga.

## Internationale Erfolge
| Jahr | Platz | Wettbewerb                           | Gewichtsklasse | |
| 1967 | 5.    | Donau-Cup in Preßburg                | Bantam         | mit 270 kg; Sieger: Atanas Kirow, Bulgarien, 312,5 kg vor Sándor Holczreiter, Ungarn, 310 kg                                                                     |
| 1970 | 4.    | Donau-Cup in Sofia                   | Feder          | mit 320 kg, hinter János Benedek, Ungarn, 365 kg, Badescu, Rumänien, 345 kg u. Hellebrand, CSSR, 320 kg                                                          |
| 1972 | 8.    | Vorolympisches Turnier in Ulm        | Leicht         | mit 385 kg; Sieger: Petro Korol, UdSSR, 445 kg vor Dehnavi, Iran, 415 kg                                                                                         |
| 1972 | 5.    | Donau-Cup in Budapest                | Leicht         | mit 387,5 kg; Sieger: Ambrozi, Ungarn, 420 kg |
| 1972 | 12.   | OS in München                        | Leicht         | mit 402,5 kg (127,5-125-150); Sieger: Mucharbi Kirschinow, UdSSR, 460 kg                                                                                         |
| 1974 | 2.    | Baltic-Cup in Växjö/Schweden         | Leicht         | mit 267,5 kg; Sieger: Petro Korol, 295 kg |
| 1975 | 3.    | Donau-Cup in Donaueschingen          | Leicht         | mit 275 kg, hinter Drska, CSSR, 282,5 kg u. Miut, Rumänien, 282,5 kg                                                                                             |
| 1975 | 12.   | WM + EM (9.) in Moskau               | Leicht         | mit 282,5 kg; Sieger: Petro Korol, 312,5 kg vor Zbigniew Kaczmarek, Polen, 312,5 kg                                                                              |
| 1976 | 1.    | EG-Pokalturnier in Brüssel           | Leicht         | mit 295 kg (132,5-162,5), vor Roland Chavigny, Frankreich, 285 kg                                                                                                |
| 1976 | 4.    | EM in Berlin (Ost)                   | Leicht         | mit 295 kg (127,5-167,5), hinter Zbigniew Kaczmarek, 305 kg (135-170), Jan Lostowski, Polen, 302,5 kg (132,5-170) u. Sergei Pewzner, UdSSR, 297,5 kg (125-172,5) |
| 1976 | 7.    | OS in Montreal                       | Leicht         | mit 290 kg (127,5-162,5); Sieger: Petro Korol, 305 kg (135-170) vor Daniel Senet, Frankreich, 300 kg (135-165)                                                   |
| 1977 | 1.    | Pokal der blauen Schwerter in Meißen | Leicht         | mit 290 kg (130-160), vor Gonzalez, Kuba, 275 kg u. Günter Ambraß, DDR, 270 kg                                                                                   |
| 1977 | 1.    | EG-Pokalturnier in Dunstable         | Leicht         | mit 280 kg (130-150), vor Winterbourne, Großbritannien, 262,5 kg                                                                                                 |
| 1977 | 4.    | WM + EM (3.) in Stuttgart            | Leicht         | mit 292,5 kg (132,5-160); hinter Roberto Urrutia, Kuba, 315 kg (142,5-172,5), Sergei Pewzner, 302,5 kg (130-172,5) u. Zbigniew Kaczmarek, 297,5 kg (127,5-170)   |
| 1978 | 4.    | Baltic-Cup in Wolfsburg              | Leicht         | mit 282,5 kg (127,5-155); Sieger: Günter Ambraß, 295 kg (130-165)                                                                                                |
| 1978 | unpl. | EM in Havířov                        | Leicht         | nach 130 kg im Reißen drei Fehlversuche im Stoßen; Sieger: Janko Russew, Bulgarien, 312,5 kg (137,5-175) vor Ion Buta, Rumänien, 305 kg (135-170)                |

## WM- und EM-Einzelmedaillen
- WM-Bronzemedaille: 1977/Reißen
- EM-Silbermedaille: 1977/Reißen

## Deutsche Meisterschaften
| Jahr | Platz | Altersgruppe | Gewichtsklasse | Ergebnis |
| 1966 | 1.    | Jugend A     | bis 55 kg KG   | mit 252,5 kg |
| 1967 | 1.    | Jugend A     | bis 60 kg KG   | mit 262,5 kg |
| 1970 | 1.    | Junioren     | Leicht         | mit 330 kg |
| 1970 | 1.    | Senioren     | Feder          | mit 320 kg, vor Winfried Dunkel, Trier, 307,5 kg                                                                                    |
| 1971 | 1.    | Junioren     | Leicht         | mit 350 kg, vor Karl-Heinz Radschinsky, Neumarkt, 320 kg                                                                            |
| 1971 | 4.    | Senioren     | Leicht         | mit 365 kg, hinter Dieter Rauscher, Mutterstadt, 410 kg, Siegfried Rosengart, Gelsenkirchen, 375 kg u. Rolf Feser, Mannheim, 375 kg |
| 1972 | 2.    | Senioren     | Leicht         | mit 407,5 kg, hinter Pietro Masala, Mutterstadt, 407,5 kg, vor Dieter Rauscher, Mutterstadt, 397,5 kg                               |
| 1974 | 1.    | Senioren     | Leicht         | mit 280 kg, vor Ewald Spitz, Mannheim, 265 kg u. Karl-Heinz Radschinsky, 255 kg                                                     |
| 1975 | 1.    | Senioren     | Leicht         | mit 282,5 kg, vor Ewald Spitz, 272,5 kg u. Karl-Heinz Radschinsky, 267,5 kg                                                         |
| 1976 | 1.    | Senioren     | Leicht         | mit 290 kg (132,5-157,5), vor Karl-Heinz Radschinsky, 275 kg (122,5-152,5)                                                          |
| 1978 | 1.    | Senioren     | Leicht         | mit 295 kg (130-165), vor Karl-Heinz Radschinsky, 287,5 kg (127,5-157,5)                                                            |

## Erläuterungen
- alle Wettbewerbe bis 1972 im olympischen Dreikampf (Drücken, Reißen und Stoßen), ab 1973 im Zweikampf (Reißen und Stoßen),
- OS = Olympische Spiele, WM = Weltmeisterschaft, EM = Europameisterschaft,
- Bantamgewicht, damals bis 56 kg, Federgewicht, bis 60 kg und Leichtgewicht bis 67,5 kg Körpergewicht,
- KG = Körpergewicht

## Weblink
- Werner Schraut in der Datenbank von Olympedia.org (englisch) (hier mit falschem Geburtsdatum)